# コバチ・ペーテル
コバチ・ペーテル（ハンガリー語: Kovács Péter, 1959年9月28日 - 2024年6月22日）は、ハンガリーの元体操選手。

## 人物
ハンガリー・ヘヴェシュ出身。1980年モスクワオリンピックの体操競技に出場し、団体総合で銅メダルを獲得した。個人での最高成績は種目別ゆかの5位である。また、世界体操競技選手権には3回連続（1978，1979，1981年）で出場した。 
鉄棒の技（バーを越えながら、後方かかえ込み2回宙返り懸垂）は、コバチにちなんで名付けられている。
2024年6月22日に死去。64歳没。
- フェリックス・ドルシ（英語版）による「コバチの演技」

フェリックス・ドルシによる「コバチの演技」
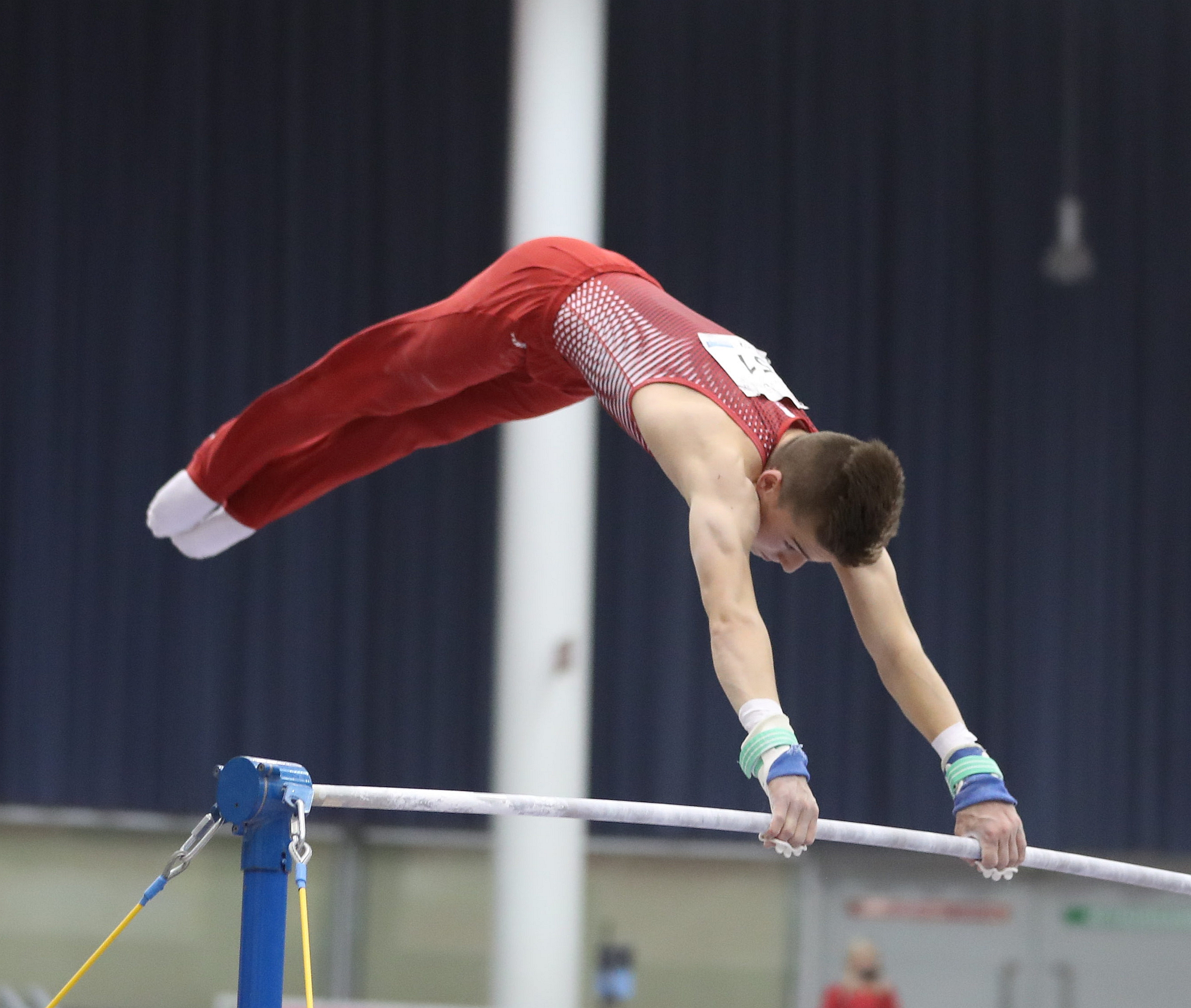
Austrian Future CupでのFélix Dolciの演技
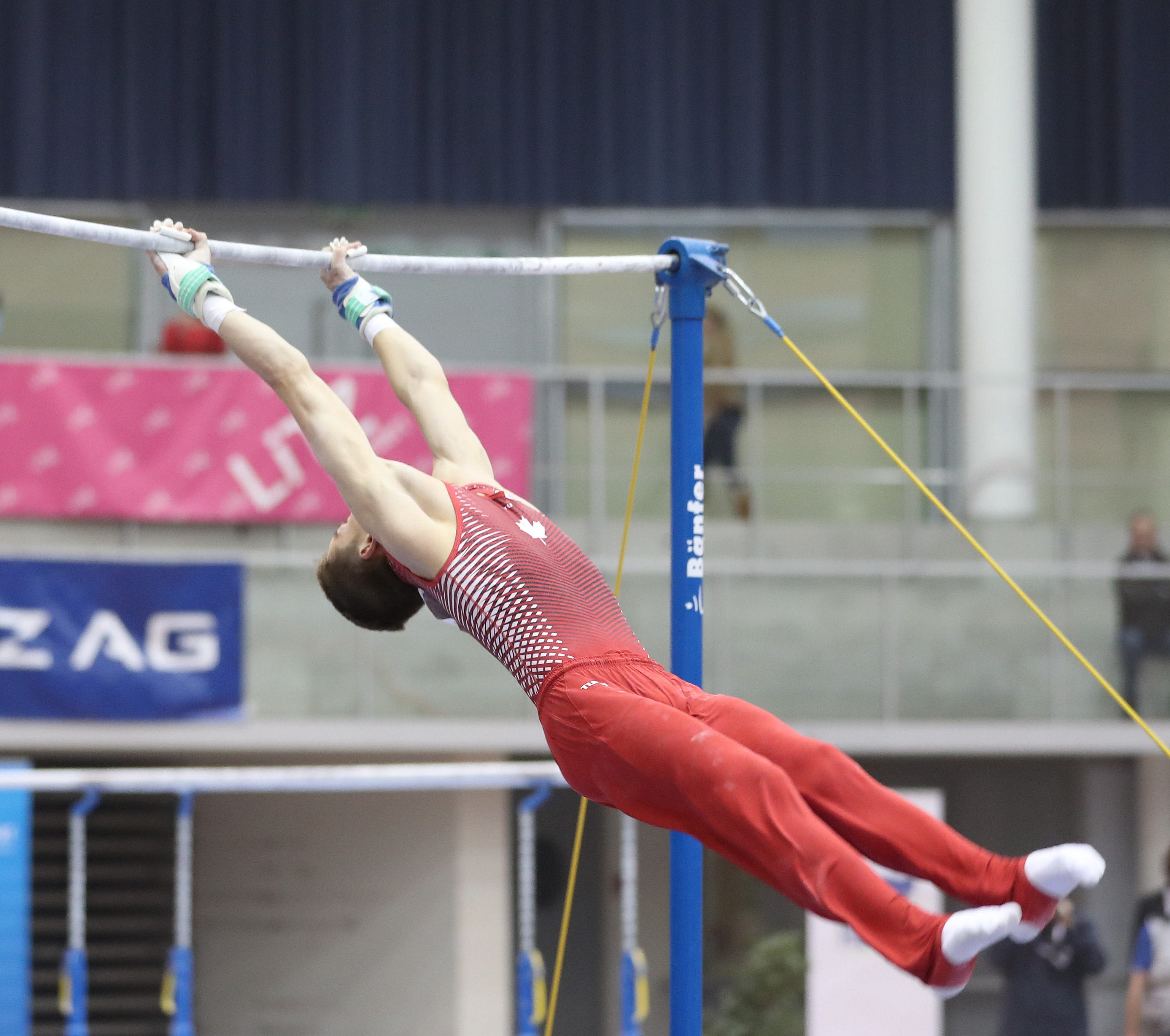
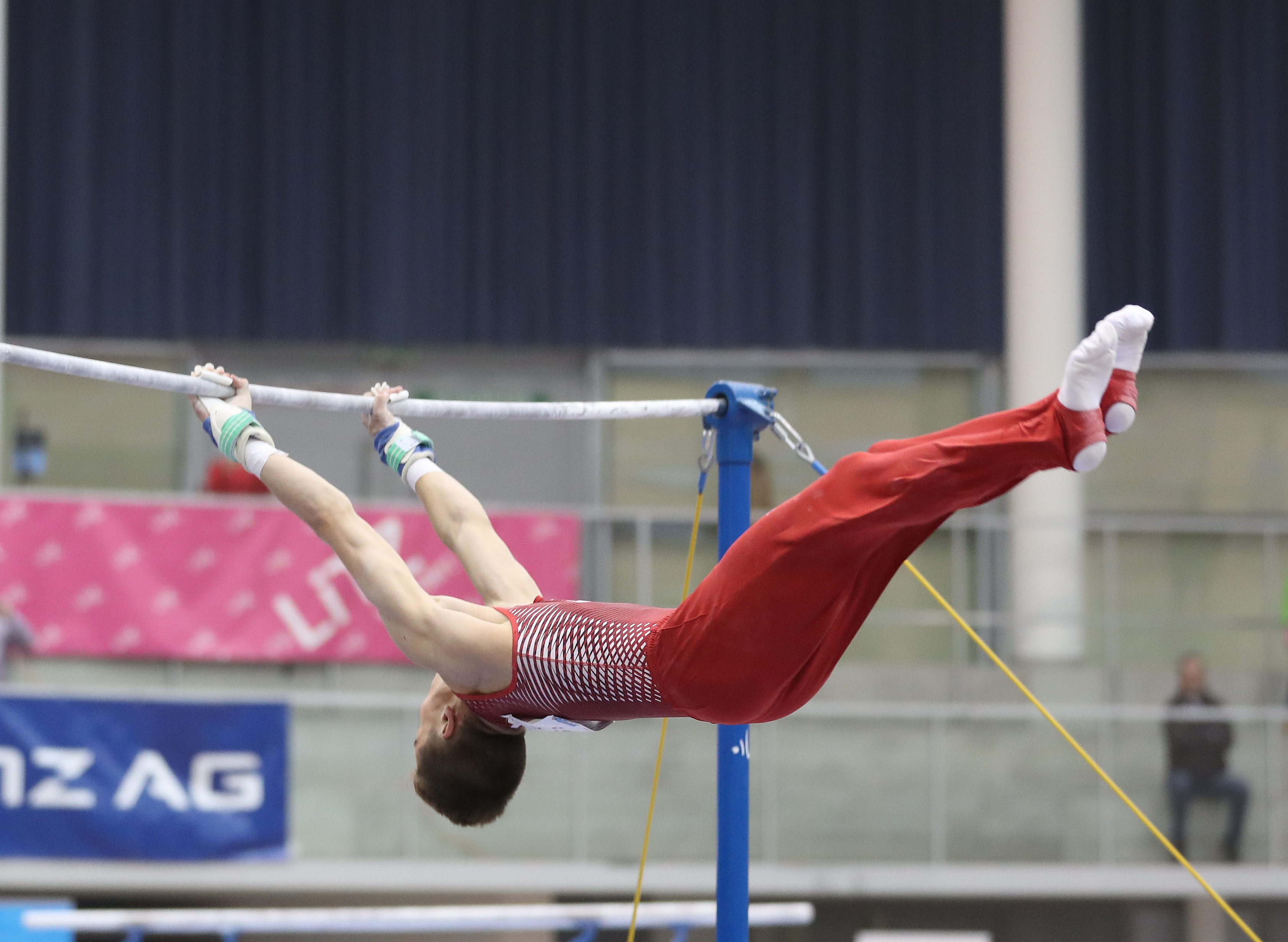
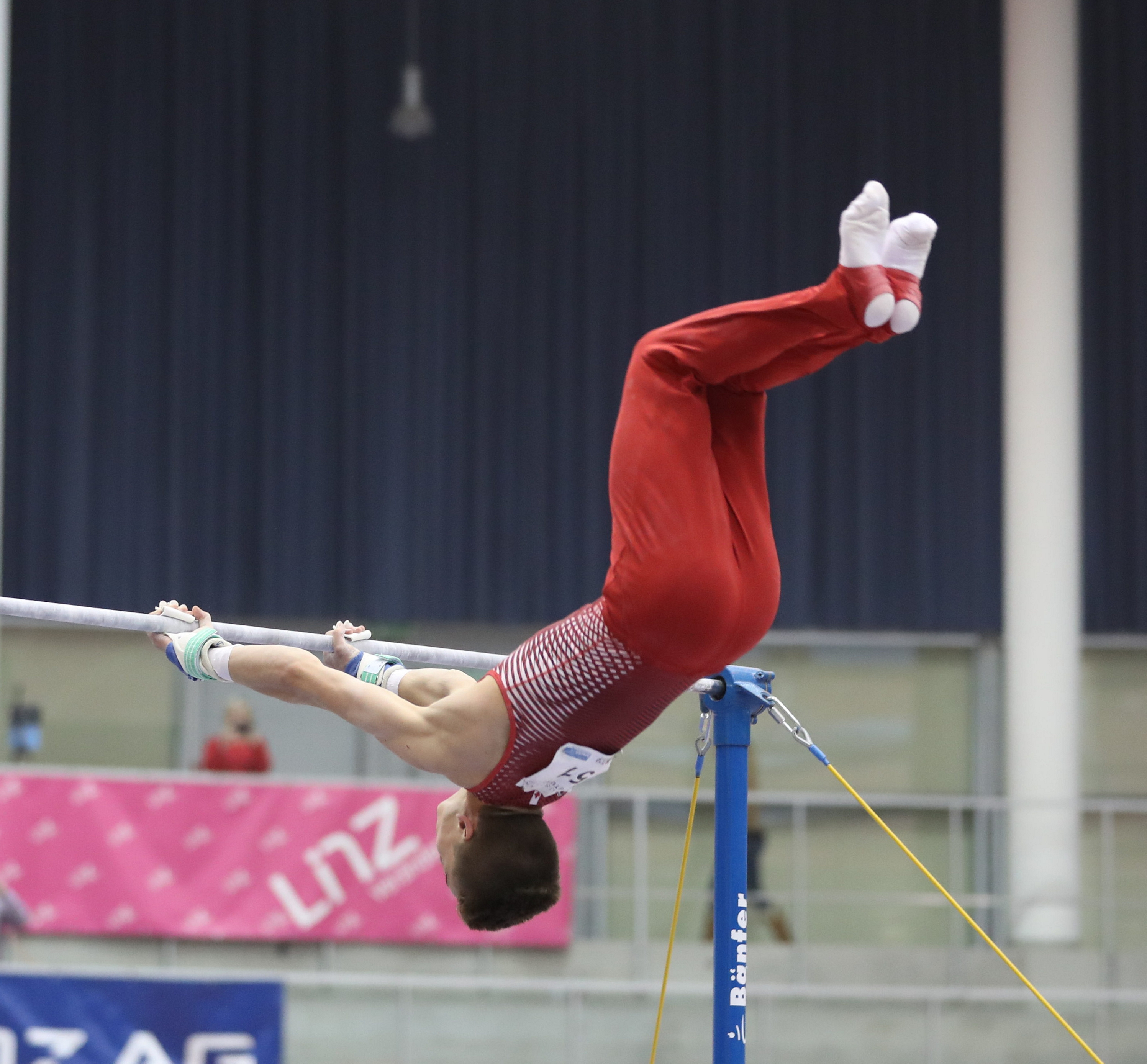
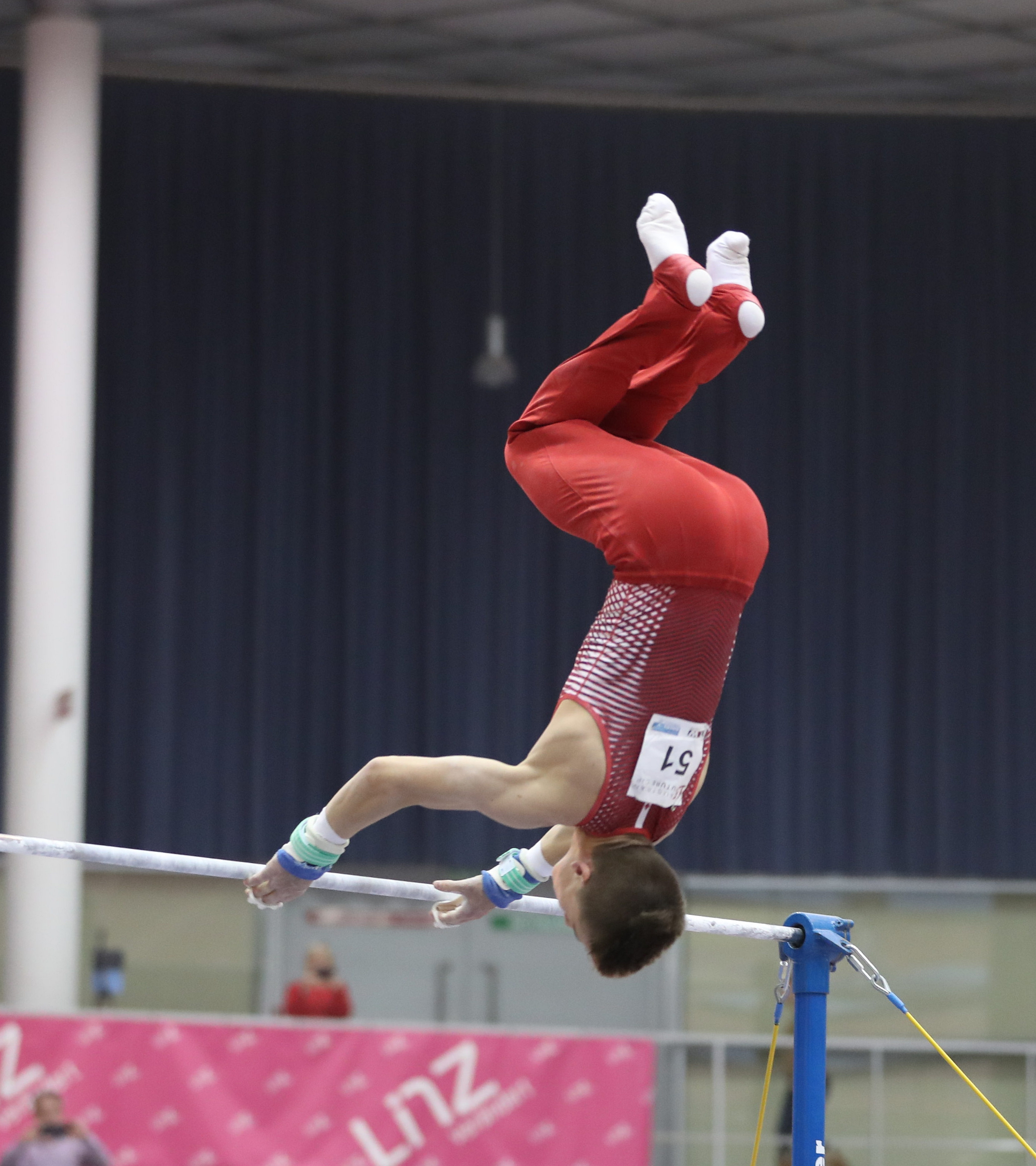
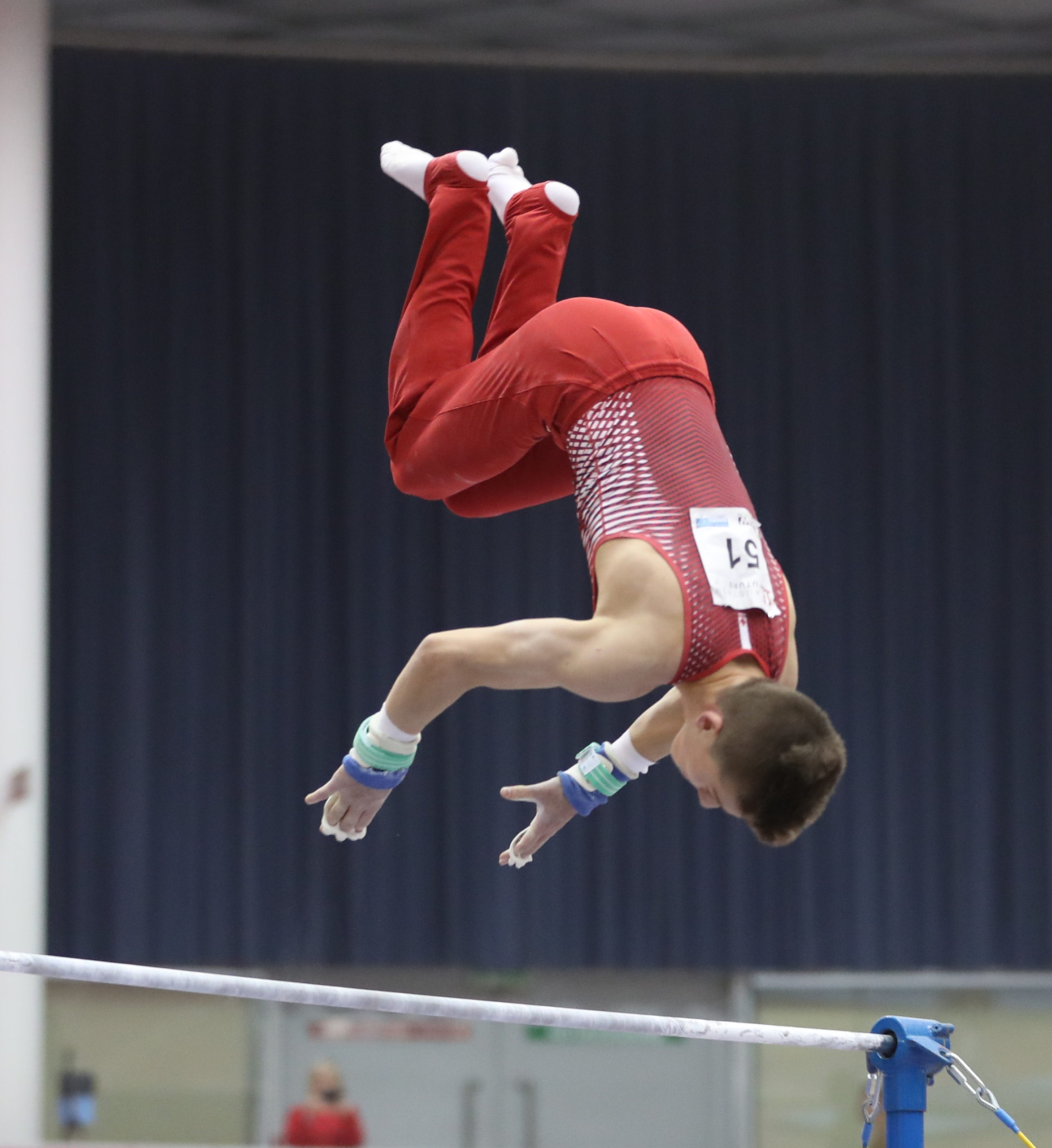
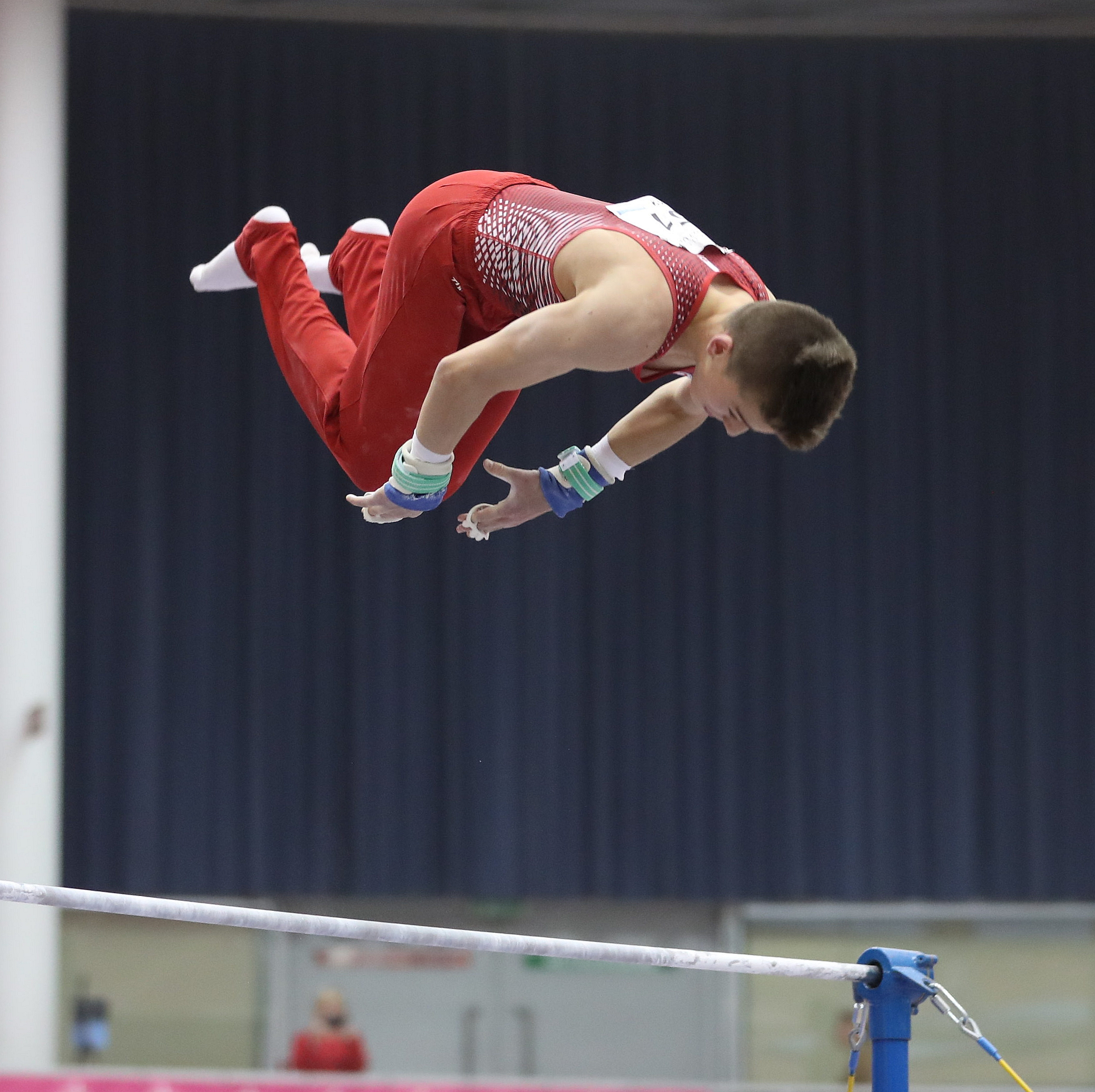
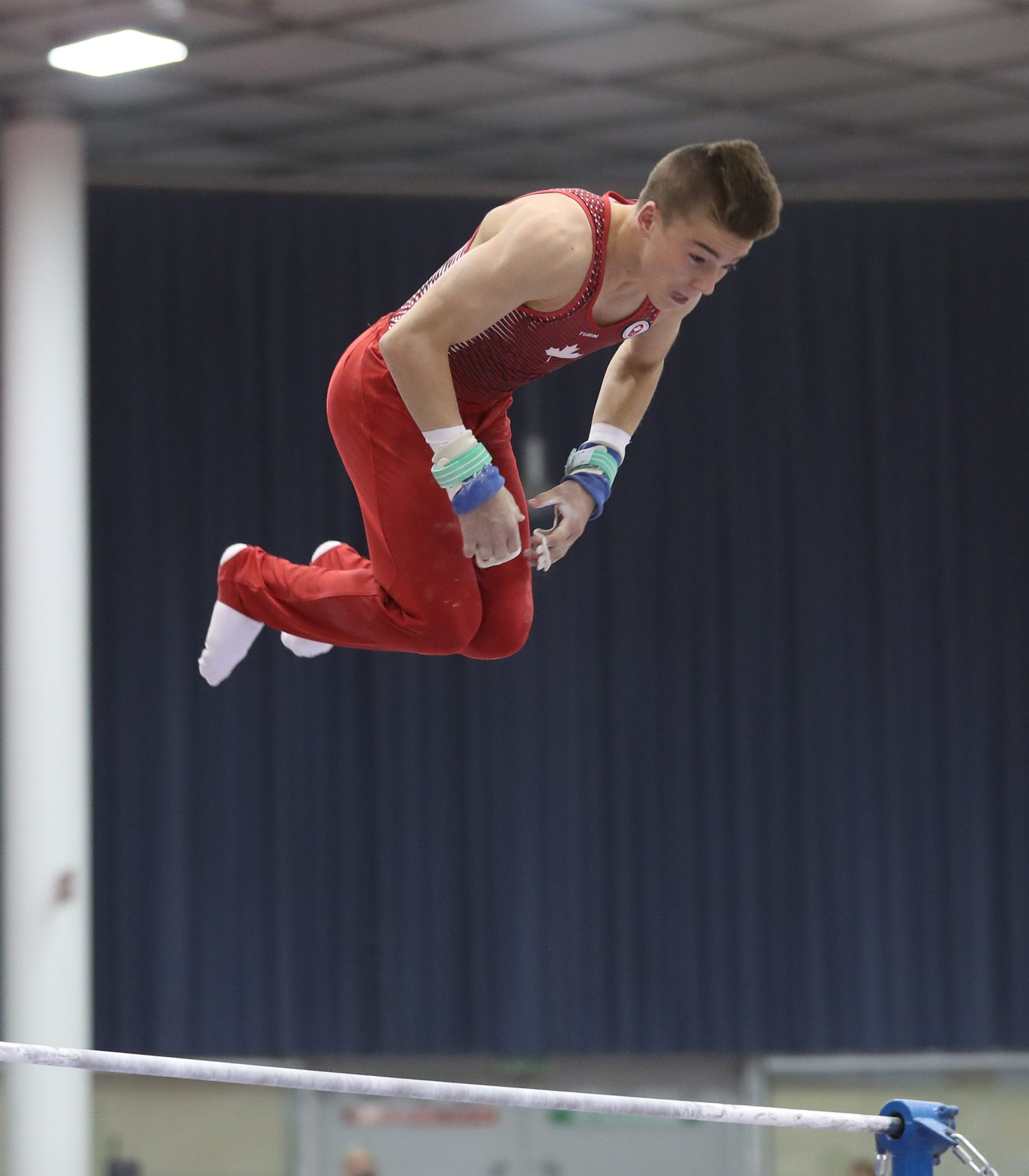
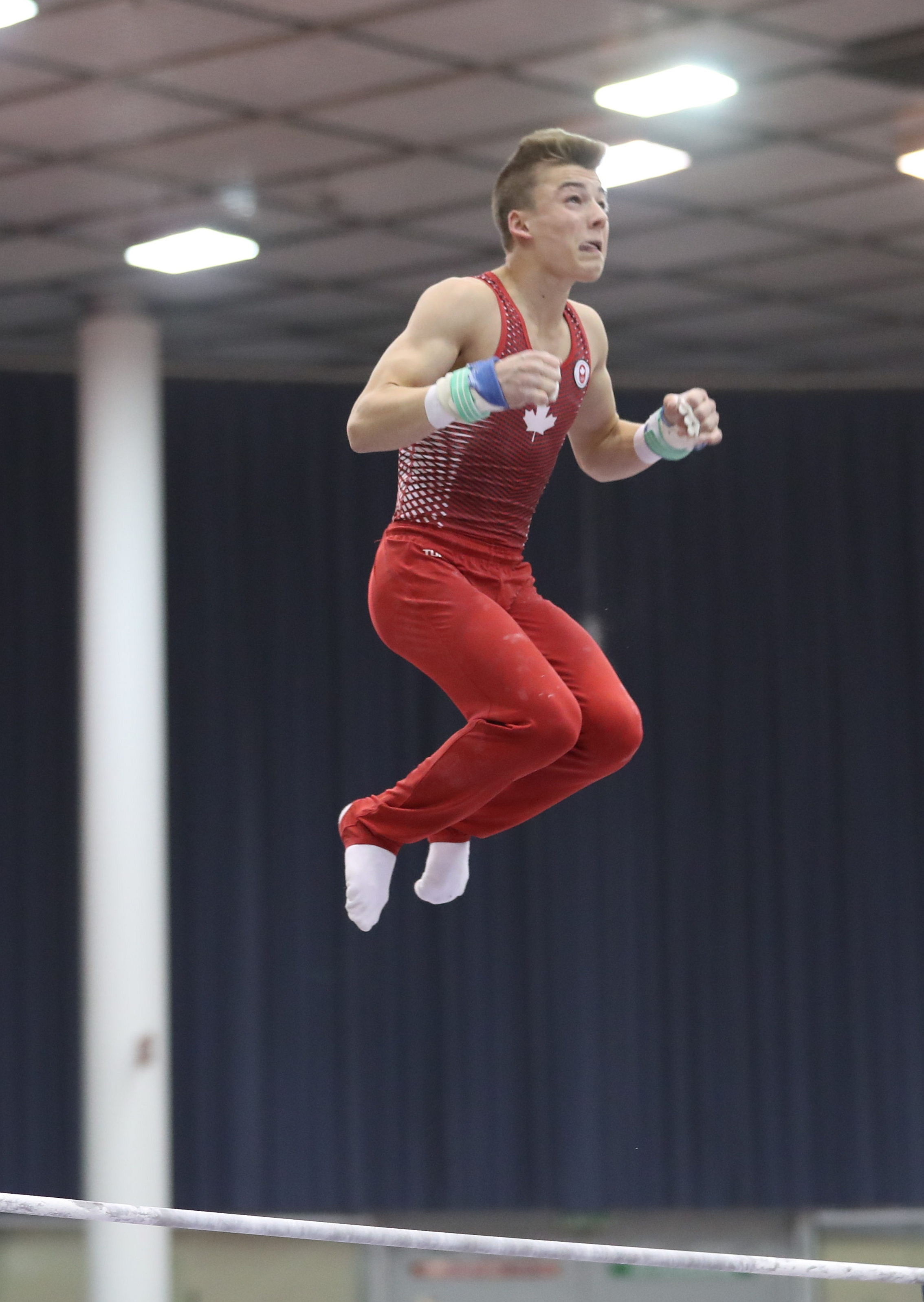
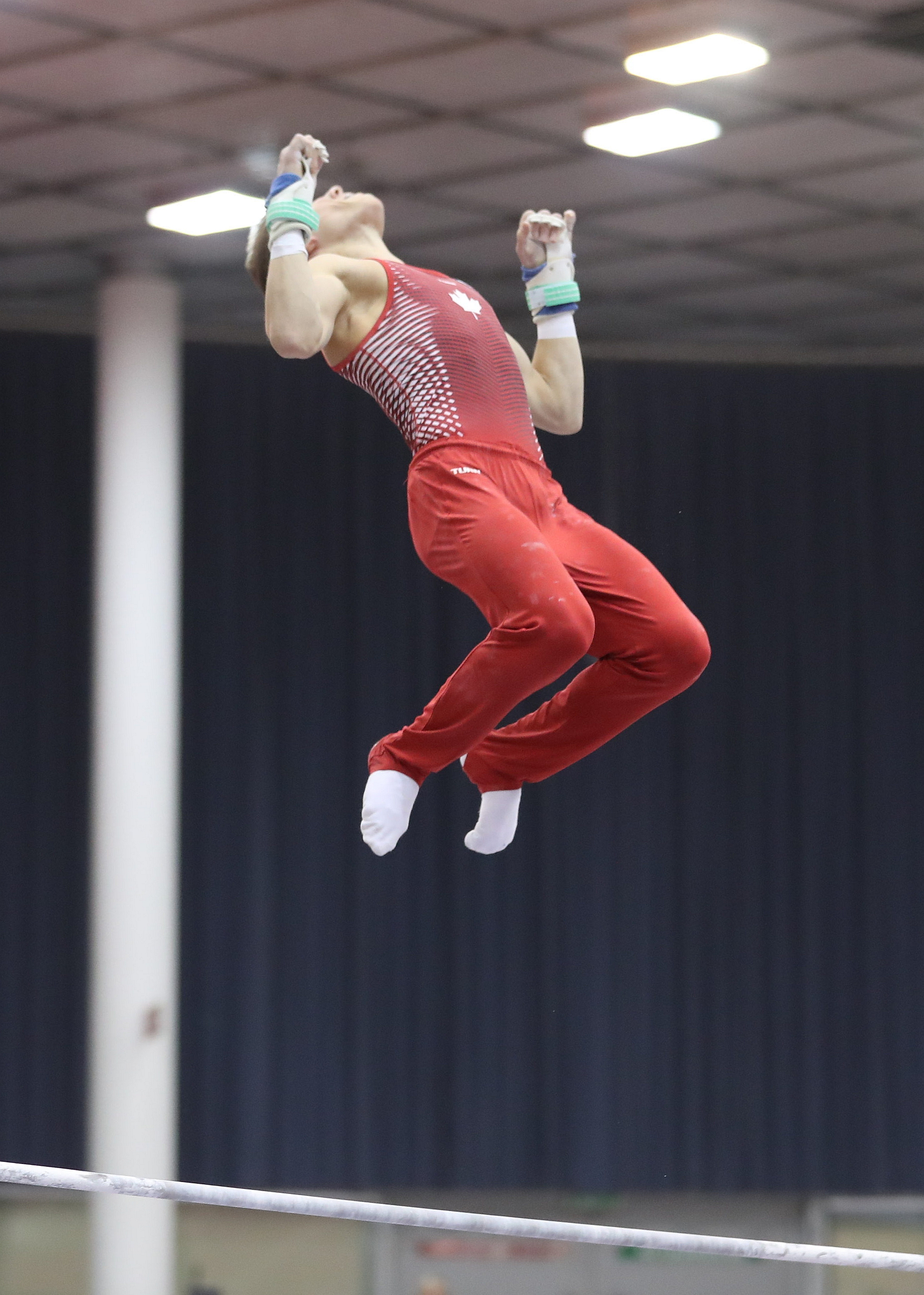
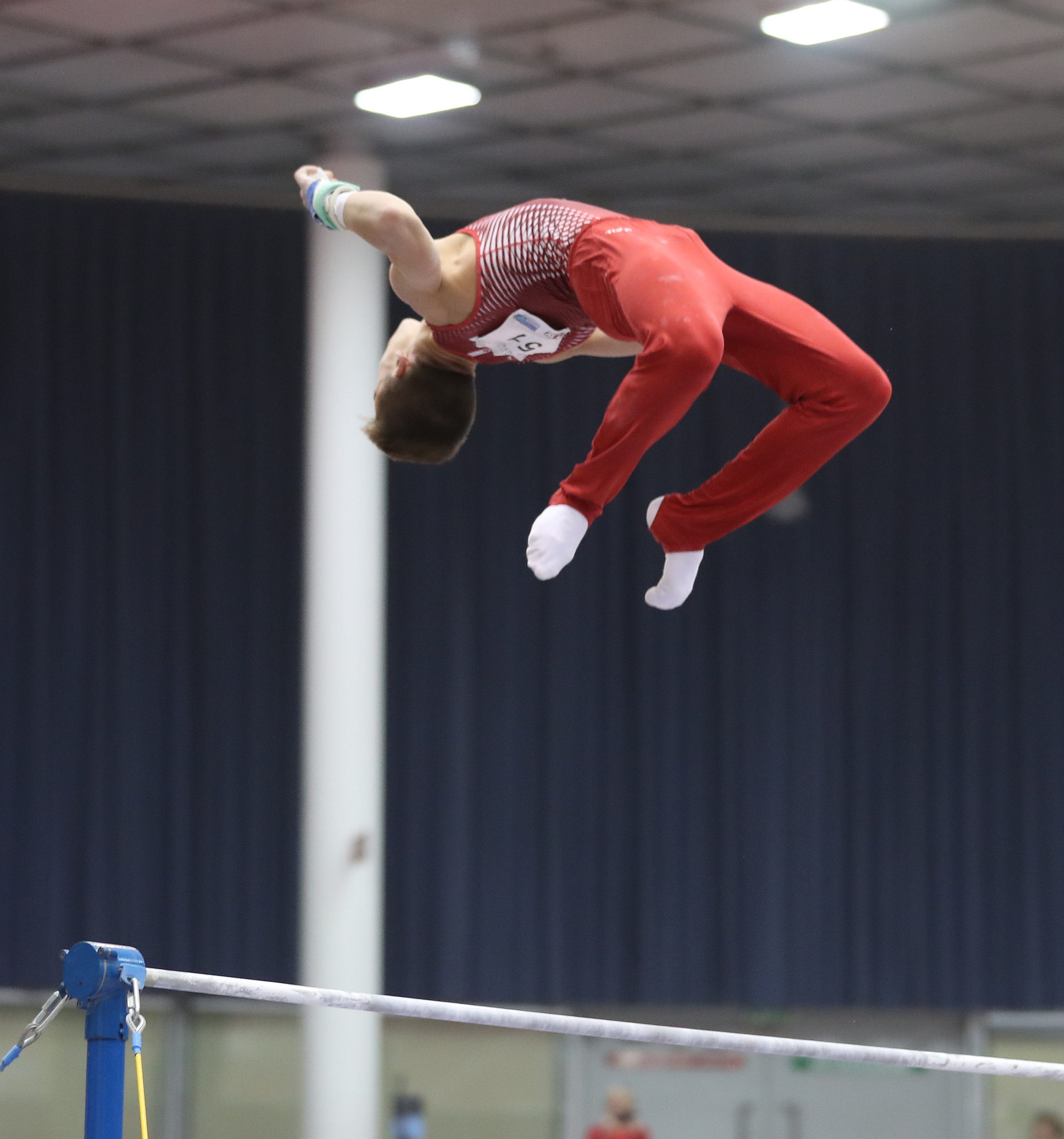
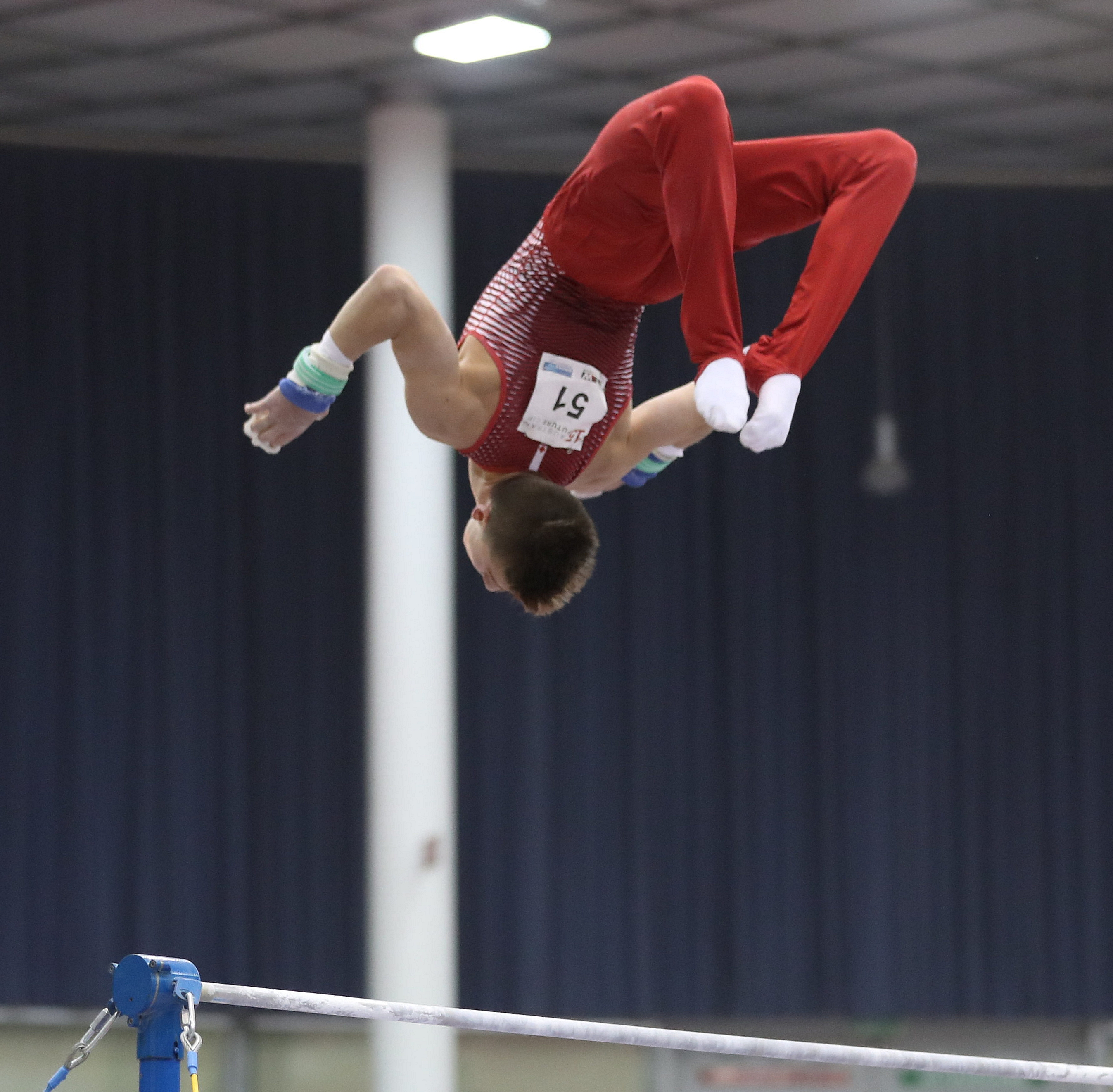
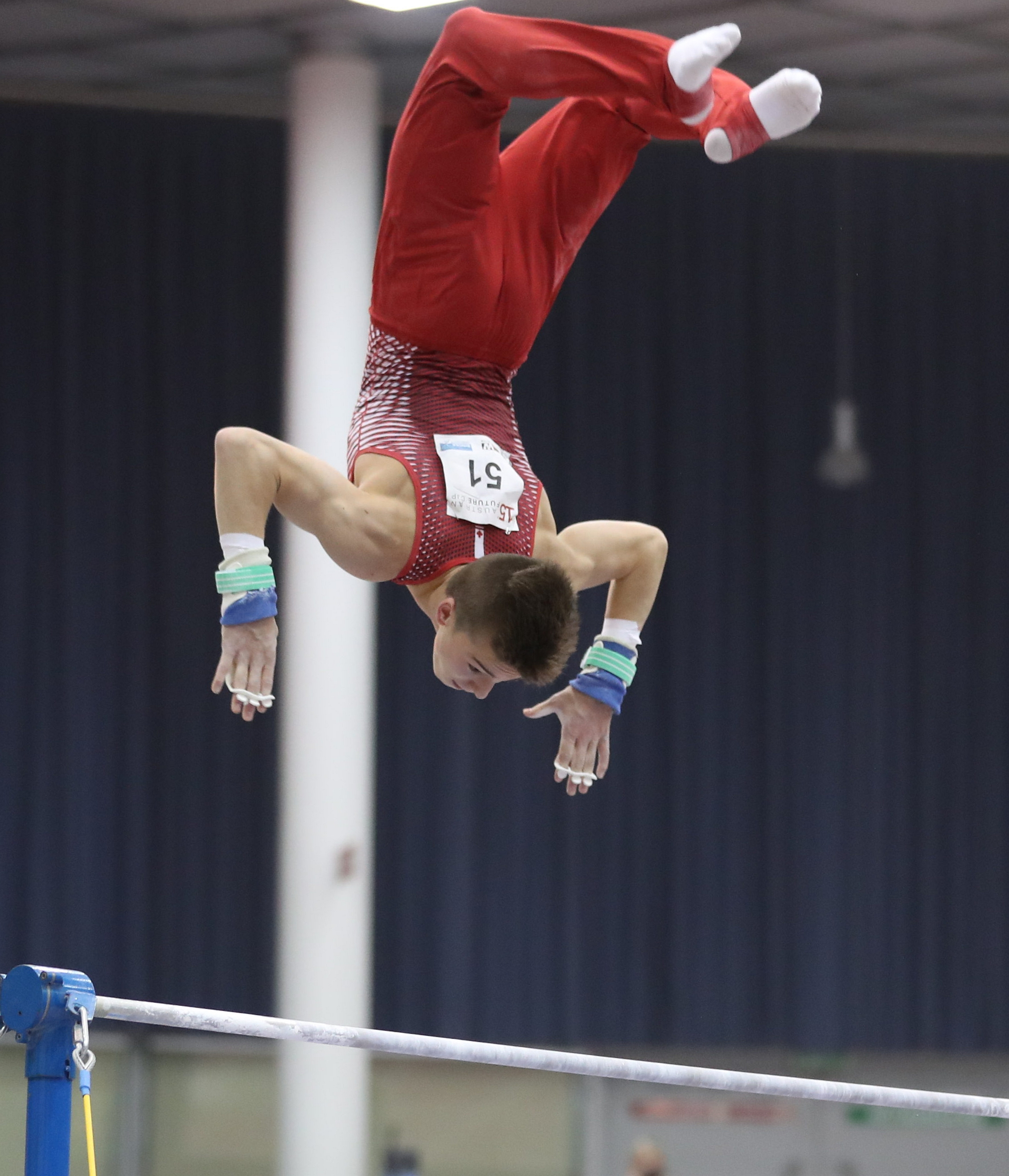